# 三平汁

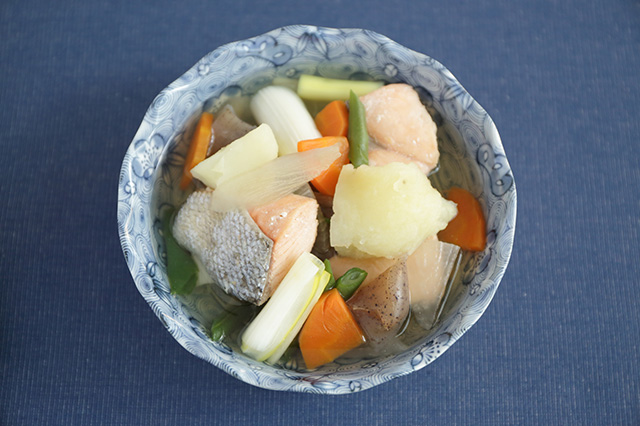
道内で食される三平汁

三平汁（さんぺいじる）は、北海道の郷土料理。昆布で出汁をとり、サケ、ニシン、タラ、ホッケなどの魚の塩引きまたは糠漬け（糠ニシン）をダイコン、ニンジンなどの根菜類やジャガイモと一緒に煮た塩汁で冬の名物料理である。
同じくサケを用いた石狩鍋と混同されることが多いが、石狩鍋が味噌仕立てなのに対し、三平汁の味付けは魚自体が含む塩味のみである。

## 解説
塩鮭の切り身のほか、氷頭などサケのあらを入れることもある。地域または家庭によっては上記以外の野菜を入れたり、酒粕や味噌を入れることもある。
明治時代、北海道で水揚げされたタラは捌かれて身は本州へ出荷され、残った白子を三平汁という郷土料理に入れて食べられていた。昭和初期、味噌が北海道で一般的に流通するようになって以来、味噌汁にも白子を入れるようになったと言われている。

### 地域色
北海道の道央地方や道東では塩鮭が、道北では塩ダラが用いられる。日本海沿岸では糠ニシンが用いられる。檜山振興局管内では、味噌仕立てを「味噌三平」、塩仕立てを「塩三平」と呼ぶ。味噌三平はサケ、塩三平はスケソウダラを使うことが多い。なお、醤油仕立てはない。

## 名称の由来
「三平」という名の由来は、定かではないが、寛政元年（1789年）に紀行家の菅江真澄が著した『ゑみしのさへき』では「鯡の子のあわせにさんぺというものして、ものくえとすすむ（中略）さんぺ汁にマクリ汁、カボシ汁とてしなじなの魚汁をつねにもはらものせり」と記述されている。ただしこのころの三平汁は魚の内臓を原料にした魚醤で山菜を煮たものであり、現在の三平汁とはかなり異なる。なお、「まくり汁」とは貯蔵庫の中で発酵しかかった鰊をギョウジャニンニクなど匂いの強い山菜と共に煮た塩汁、「かぼし汁」は身欠き鰊を米の研ぎ汁で戻した上、ワラビなど山菜と共に煮て味噌仕立てにした汁物である。
三平汁の『名前の由来』については以下のように、さまざまな説が存在している。
- 狩りに出た松前藩の殿様が空腹を覚え、漁師の斉藤三平の家で食事を頼んだところ、ありあわせの素材で仕立てた汁物を供された。それがお気に召したところから三平汁と呼ばれるようになったという説[5]。
- 蝦夷地の開拓に渡った南部藩家臣の斎藤三平が、後に津軽の海を超えてやってきた人たちに対し、奥尻島で振る舞った汁を元祖とする説（この説については、斎藤三平の時代よりも前から「三平汁」の存在があったとして否定されている[6]）。
- 有田焼（伊万里焼）の陶祖、李三平の三平皿に盛ることに由来するとされる説[5]。
- アイヌ語では心臓を「サンペ」と呼ぶ。アイヌ料理のうち、鮭の心臓はじめ内臓を入れた「サンペのオハウ」（汁物）が、「三平」の語源、三平汁の起源である、との説[7]。

## 歴史
記録では、平秩東作の東遊記（1784年）に「サンヘイ」という名で紹介されている記述が最古とされている。また、松浦武四郎の西蝦夷日記（1803年）にも「三平汁」として記述されている。